# Zainab al Ghazali
Zainab al Ghazali (en árabe, زينب الغزالي) (Mahmoudiyah, Egipto, 2 de enero de 1917 - 3 de agosto de 2005) fue una activista política egipcia fundadora de la Agrupación de Mujeres Musulmanas (en árabe, Jamma’at al-Sayyidaat al-Muslimaat), o Grupo de Mujeres Musulmanas,  un movimiento islámico femenino fundado en 1936 en Egipto que guardó estrecha relación con la Sociedad de los Hermanos Musulmanes.

## Biografía

### Juventud y formación de la Agrupación
Con 18 años, en 1936, Zainab al Ghazali funda la Agrupación de Mujeres Musulmanas (en árabe, Jamma’at al-Sayyidaat al-Muslimaat), o Grupo de Mujeres Musulmanas. Seis meses después se produce el primer encuentro, en la oficina de los Hermanos Musulmanes, a finales de 1937, entre Al Ghazali y  Hassan al-Bannā' (en árabe, حسن البنا), fundador de la Sociedad de los Hermanos Musulmanes (en árabe, جميعة الإخوان المسلمين,). Siguiendo el deseo de Al Banna y en paralelo a la organización, se funda la sección femenina el 26 de abril de 1933, también en Islamailía, llamada Firqat al Akhawat al Muslimat (en español, Hermanas Musulmanas). Al Banna intentó fusionar su organización con la de Zainab, quien, en varias ocasiones, rechazó la invitación.
“Hassan al Banna estaba en proceso de constituir la sección femenina de los Hermanos Musulmanes. Después de hablarme de la necesidad de unir a todos los musulmanes y de permanecer unidos, me invitó a presidir las Hermanas Musulmanas. Esto suponía la fusión de mi emergente y recién creado Grupo de Mujeres Musulmanas, algo de lo que estaba intensamente orgullosa, con Los Hermanos. Prometí a Al Banna que discutiría su propuesta en la Asamblea General de la Asociación, pero le dije que no podía darle garantías con respecto al resultado. Así fue, en la Asamblea General se rechazó la propuesta, pero se acordó que habría cooperación entre ambos grupos”.
Según Al Ghazali, tuvo “encuentros en varias ocasiones con Al Banna en los que ambos defendimos nuestras propias opiniones, pero nuestra relación islámica no se resintió por estas diferencias en ningún sentido”. En la última reunión oficial que se produjo entre ambos, en la oficina del Grupo de Mujeres Musulmanas, Al Ghazali prometió a Al Banna hacer de su grupo “uno de los pilares de Los Hermanos, con la condición de que conservaran su nombre e independencia en beneficio de la divulgación del islam”. Al Banna insistió en una “fusión completa”, que nunca se produjo. Pese al rechazo de fusión, Zainab Al Ghazali y Hassan Al Banna continuarían su relación.

### Lealtad personal a Al Banna
Tras la partición en Palestina, los Hermanos Musulmanes apoyaron a los árabes en la guerra de 1948 en contra de las fuerzas israelíes. Pese a la derrota, la Hermandad salió de este conflicto como una fuerza armada capaz de hacer frente al Gobierno de Egipto. La línea política de la organización se radicalizó y aumentaron los actos de violencia. La creciente tensión provocó que el Gobierno de Egipto decidiera tomar acciones contra la Sociedad. En diciembre de 1948, el primer ministro, Mahmoud an Nukrashi Pasha, ordenó la disolución de la Sociedad, la confiscación de sus bienes y el encarcelamiento de algunos de sus miembros. Fue entonces cuando Al Ghazali "por primera vez, sintió que comprendía las opiniones de Al Banna y su insistencia en llevar a cabo una fusión total del Grupo de Mujeres Musulmanas con Los Hermanos”. En diciembre del mismo año, An Nukrashi es asesinado por un miembro de la Hermandad. Las represalias no tardarían en llegar.
Una vez consigue contactar con Al Banna y organizar un encuentro clandestino, Al Ghazali jura lealtad personal a Al Banna y a su organización. “Acepto la propuesta, pero el Grupo de Mujeres Musulmanas seguirá siendo lo que es”, le dijo. Lo primero que Al Banna encargó a Al Ghazali fue la mediación entre Mustafa al-Nahhas y Los Hermanos.
Al Banna fue asesinado el 12 de febrero de 1949 y la dirección de la Sociedad quedó en manos de Hassan al-Hudaybi (en árabe, حسن الهضيبي), quien fue nombrado “Guía Supremo”. La Sociedad continuó trabajando en secreto por algún tiempo hasta que, en 1951, una nueva legislación permitió que los Hermanos Musulmanes retomaran su actividad pública. Hasta entonces, el hecho de que el Grupo de Mujeres Musulmanas no estuviese afiliado con los Hermanos Musulmanes, resultó útil mientras el partido estuvo ilegalizado. Durante dos años la agrupación femenina continuó distribuyendo panfletos y organizando reuniones.
El golpe de Estado de los Oficiales Libres contra el Rey Faruk I, dirigido por el General Muhammad Naguib (en árabe, محمد نجيب) y Gamal Abdel Nasser (en árabe, ﺮﺻﺎﻨﻟا ﺪﺒﻋ لﺎﻤﺟ) en julio de 1952, fue apoyado por los Hermanos Musulmanes. Poco después, el nuevo Gobierno ordenó la disolución y prohibición de todos los partidos políticos en Egipto, aunque, gracias a las buenas relaciones que mantenían los Hermanos con el movimiento, pudieron seguir funcionando como una asociación no política. Sin embargo, la Sociedad se disolvió una vez más con el enfrentamiento entre el General Naguib, presidente de Egipto, y Nasser, vicepresidente en ese momento, como telón de fondo. Muchos de sus miembros fueron encarcelados. En noviembre de 1953 Naguib fue destituido de todos sus poderes y Nasser pasó a ser jefe de Gobierno.

### Nasser
La férrea oposición a la Hermandad por parte del nuevo presidente provocó el intento de asesinato de Nasser el 26 de octubre de 1954, a cargo de un miembro de la Hermandad. Las consecuencias fueron duras para los Hermanos Musulmanes: más de mil miembros fueron arrestados y algunos de ellos fueron sentenciados a pena de muerte, entre ellos, al-Hudaybi y  el escritor, crítico literario e intelectual Sayyid Qutb (en árabe,سيد قطب إبراهيم حسين الشاذلي). El resultado de este golpe en contra de la Hermandad fue la radicalización del movimiento.
Durante su encarcelamiento, entre 1954 y 1964, Qutb escribió su primer libro exegético “Fī ẓilāl al-Qurʾān (en español, “A la sombra del Corán”) y “Ma’alim fi-l Tariq” (en español, “Jalones en el camino"). Ambas obras pudieron ser publicadas gracias a la intercesión de Al Ghazali y otras Mujeres Musulmanas, que se ocuparon de sacar de la cárcel sus manuscritos y de publicarlos, con su consentimiento y el de Al Hudaybi.
Además, Al Ghazali y el resto de Mujeres Musulmanas jugaron un papel decisivo en la reagrupación de la Hermandad Musulmana, actuando, desde fuera de la cárcel, con Sayyid Qutb desde la prisión, y bajo la orientación y la supervisión de Al Hudaybi.
En febrero de 1964 el coche de Al Ghazali colisiona con otro vehículo y se sale de la carretera. Al Ghazali, que queda inconsciente tras el accidente, en el que se le rompe la pierna, despierta en el hospital rodeada de su marido y hermanas. “Se me informó después de que el accidente no fue un accidente. Estuvo planeado por los agentes secretos de Nasser con la intención clara de matarme”.
Durante la estancia de Al Ghazali en el hospital, recibe la visita de la secretaria del Grupo de Mujeres Musulmanas, que informa a la fundadora de que se va a emitir un decreto para cerrar las oficinas generales del Grupo de Mujeres Musulmanas. Días después, Al Ghazali solicita continuar el tratamiento médico en casa y se centra en trabajar para evitar la ilegalización de su organización. Tras una breve estancia en casa, Al Ghazali vuelve al hospital, donde es operada de nuevo. Allí recibe la visita del recién liberado Sayyid Qutb, así como de otros Hermanos Musulmanes.

### Ilegalización de la Agrupación
El 15 de septiembre de 1964, el Gobierno informa de la decisión de prohibir el Grupo de Mujeres Musulmanas bajo el decreto n.º 32, con fecha 6 de septiembre. En aquel momento, según asegura la propia Al Ghazali, el Grupo de Mujeres Musulmanas contaba con tres millones de miembros en todo el país.

El mismo día, el Grupo de Mujeres Musulmanas convoca un comité urgente, en el que se rechaza la disolución de la organización, y se concierta un encuentro del Consejo General, que se celebra a las 24 horas. El Consejo rechaza la disolución y decide enviar el caso a los tribunales. Se elige para defender la causa al abogado Dr. Abdullah Rashwan. Mientras, el grupo envía cartas al presidente, al Gobierno y al Ministerio de Asuntos Sociales, con copias a la prensa, informando a todos ellos de los detalles de la creación del grupo y de las intenciones de la formación. La carta decía lo siguiente:
“El Grupo de Mujeres Musulmanas se creó en 1936 para la divulgación del mensaje de Alá y para la creación de una Comunidad Musulmana con la que devolver al Islam su gloria y su propio Estado. Nuestro grupo trabaja por Alá y por un Gobierno no secular en el que el derecho a la soberanía recae sobre los musulmanes. El mensaje del Grupo de Mujeres Musulmanas es una llamada al Islam. Reclutamos hombres, mujeres, jóvenes y viejos, siempre que crean en el mensaje de Alá y en el establecimiento de un Estado que considere la revelación de Dios como su ley.
Nosotras, las Mujeres Musulmanas, rechazamos el decreto de ilegalización de nuestro Grupo por parte del Presidente, quien ha hecho una llamada abierta a la secularización de nuestro país y no tiene derecho a nuestra lealtad. Tampoco el ministro de Asuntos Sociales tiene derecho a que seamos leales.
La divulgación del Islam no cuenta con dinero ni pertenencias que puedan ser confiscadas por un Estado secular cuyos miembros están luchando contra Alá, Su Mensajero y la Comunidad Musulmana. El Estado puede confiscar nuestro dinero y nuestras pertenencias, pero no puede confiscar nuestra fe. Nuestro mensaje es uno de Da'wah (la divulgación del islam) y de las personas que la llevan a cabo. “No hay Dios, sino Alá y Muhammad es Su Mensajero”. La creencia en esta fórmula nos obliga a esforzarnos continuamente para el establecimiento de un Estado islámico por una comunidad que es consciente de su religión, se rige por la ley de Alá, y siempre se esfuerza por Su causa”.
Pese a los esfuerzos del grupo, Nasser, decidido a eliminarlo, publica un decreto militar, ilegalizando la publicación de la revista de la Asociación por un periodo “indeterminado”. Los agentes de Nasser irrumpieron en las oficinas y desordenaron todo lo que había. Entonces las Mujeres Musulmanas renovaron su promesa de dedicar sus vidas a seguir el camino de Alá. De acuerdo con la propuesta de Al Ghazali, decidieron celebrar las reuniones en sus casas, a las que asistían predicadores que enseñaban a las mujeres los principios del islam. Sin embargo, las mujeres que ofrecieron sus casa para la celebración de reuniones fueron contactadas y amenazadas, una por una, por los agentes de Nasser, de manera que, desde aquel momento, nuestras actividades se limitaron a las de carácter personal. 
Poco tiempo después, los agentes de Nasser proponen la reedición de la revista del Grupo de Mujeres Musulmanas, y ofrecen a Al Ghazali el puesto de jefa de edición con un salario de 300 libras egipcias al mes. “Naturalmente, me negué”, cuenta Al Ghazali. “Hubiera sido impensable para la revista del Grupo de Mujeres Musulmanas emitir desde el Cuartel General de las Fuerzas de Seguridad, y mucho menos ayudar en la propaganda de la secularización. También ofrecieron cancelar el decreto de prohibición de nuestro Grupo y devolvernos nuestra sede con un fondo de ayuda anual de un total de 20.000 libras. A cambio, teníamos que formar una de las instituciones de la Unión Socialista. “Otra vez me negué(...) En poco tiempo, la verdad detrás de sus ofertas siniestras se haría evidente”.

### Prisión para Zainab Al Ghazali
Entre julio y agosto de 1965, Sayyid Qutb y otros Hermanos Musulmanes son encarcelados, acusados de organizar un intento de golpe de Estado para derrocar con Nasser. Qutb fue condenado a muerte junto a otros seis miembros de la Hermandad y ahorcado el 29 de agosto de 1966. El 20 de agosto de 1965 Al Ghazali es encarcelada y sentenciada a veinticinco años de trabajos forzados. Tanto ella como otros miembros de la Hermandad Musulmana sufrieron torturas durante el encarcelamiento.
Nasser murió repentinamente de un ataque cardíaco el 28 de septiembre de 1970 y le sucedió Anwar Sadat, quien la liberó de la prisión en 1971. Después de su liberación, Al Ghazali retomó la enseñanza y la escritura, así como su lucha por la tradición islámica.

## Pensamiento y legado
Zainab Al Ghazali defendió el aprendizaje a través del conocimiento práctico del islam y el Corán y sostuvo que la liberación de la mujer, los derechos económicos y los derechos políticos podían lograrse a través de una interpretación más íntima del islam. De mentalidad profundamente conservadora, consideraba que la principal responsabilidad de una mujer estaba dentro del hogar, pero que también debería tener la oportunidad de participar en la vida política si así lo deseaba. Describió su propia falta de hijos como una "bendición", porque la liberó para participar en la vida pública.
La valía de Al Ghazali fue reconocida a 'Abd alFattah Isma'il, así como por Sayyid Qutb. La propia Al Ghazali aseguró que dedicó "su vida entera a las Mujeres Musulmanas. Fue mi razón de ser". "Me comprometí con Alá el día que formé el Grupo".[cita requerida]Sus conferencias semanales, dirigidas a las mujeres, atraían a la Mezquita de Ibn Tulun alrededor de 3.000 mil personas, aunque este número podía aumentar hasta los 5.000 durante los meses sagrados del año.

### Obra
Al Ghazali describió su experiencia en prisión en un libro titulado 'El Retorno del Faraón' (Return of the Pharoah, Islamic Foundation (Reino Unido), 1994). En esta obra relata que la arrojaron a una celda con perros para que confesara el intento de asesinato del presidente Nasser. Según Al Ghazali durante este período tuvo visiones en las que Mahoma se le apareció.
Antes y después de su encarcelamiento, Al Ghazali colaboró regularmente con las principales revistas islámicas sobre cuestiones de la mujer.